# Kärnten
Kärnten (slovensk: Koroška) er en delstat i Østrig. Delstaten er landets sydligste og er omkranset af delstaterne Tyrol mod vest, Salzburg mod nordvest og Steiermark mod øst. Mod syd grænser Kärnten til Italien og Slovenien.
Delstatens officielle sprog er tysk og slovensk.

## Geografi
Med et areal på 9.538,01 km² er Kärnten Østrigs femtestørste delstat. Den samlede grænselængde er 280 kilometer. Delstaten er fra nord til syd ca. 70 kilometer og fra vest til øst ca. 180 km. 53,5 % af delstatens areal er dækket af skov og 12,7 % er bjergområde. 19,6 % benyttes til landbrugsformål.
Landskabsmæssigt er Kärnten inddelt i Oberkärnten og Unterkärnten. Oberkärnten omfatter den vestlige bjergrige del med Hohe Tauern, Gurktaler Alperne, Gailtaler Alperne og de Karniske Alper. Unterkärnten omfatter den østlige del, der er domineret af Klagenfurtbækkenet, der mod nord er afgrænset af de østrigske centralalper og mod syd af Karawanken, hvor også delstatshovedstaden Klagenfurt er beliggende.
I området omkring Klagenfurt ligger Kärntens største sø Wörthersee. Øvrige største søer er Millstäter See (der er Kärntens dybeste sø), Ossiacher See og Weißensee.
Kärnten gennemløbes af flere store floder i vest-østlig retning, frem for alt Drau med bl.a. bifloderne Gail, Lieser, Möll, Tiebel og Gurk.
Bjergene er højest i nordvest, hvor Kärnten har del i Hohe Tauern samt Østrigs højeste bjerg Großglockner. Andre væsentlige bjerge er Gailtaler Alperne, De Karniske Alper og Karawanken i syd samt Gurktaler Alperne i nord.

### Klima
Kärnten er vejrmæssigt præget af dels centralalperne mod nord, dels af den varmere mediterane luft fra syd, hvilket giver varme og fugtige somre. Omkring Klagenfurtbækkenet ses om vinteren temperaturinversion, hvor de højereliggende luftlag er varmere end de lavereliggende, hvilket kan resultere i tåge helt op til 1.000 moh. Temperaturen kan under fænomenet være op til 15 °C højere i 1.400 meters højde end i dalen.
De årlige temperaturudsving ligger i dalene mellem 20 og 24 °C , men de i bjergområderne ligger mellem 14 og 20 °C.
Nedbøren følger det centraleuropæiske mønster med minimum om vinteren og maksimum om sommeren. Generelt falder nedbørsmængden fra vest mod øst. Bjergområderne i nordvest og syd har mest nedbør (over 2000 mm årligt).
| Lokalitet                | Højde moh. | Årsnedbør (mm) | Middeltemperatur (°C) | Middeltemperatur (°C) | Middeltemperatur (°C) |
| Lokalitet                | Højde moh. | Årsnedbør (mm) | År                    | Januar                | Juli                  |
| ------------------------ | ---------- | -------------- | --------------------- | --------------------- | --------------------- |
| Sonnblick                | 3105       | 1672,9         | -5,5                  | -11,7                 | 2,1                   |
| Iselsberg                | 1196       | 932            | 5,0                   | -4,1                  | 14,6                  |
| Bad Bleiberg             | 907        | 1290,0         | 6,0                   | -4,0                  | 16,0                  |
| Mallnitz                 | 1185       | 941,1          | 5,2                   | -3,4                  | 14,3                  |
| Friesach                 | 634        | 768,3          | 6,9                   | -4,0                  | 17,0                  |
| Klagenfurt am Wörthersee | 447        | 889,4          | 7,9                   | -4,0                  | 18,8                  |
| Sankt Andrä-Winkling     | 468        | 794,7          | 7,8                   | -3,6                  | 19,1                  |

| Statsborgerskab                    | Antal)  |
| ---------------------------------- | ------- |
| Østrig                             | 519.031 |
| EU-lande (før 2004)                | 13.262  |
| EU-lande (indtrådt 2004)           | 3.293   |
| EU-lande (indtrådt 2007)           | 1.420   |
| Schweiz/EFTA                       | 615     |
| Tidl. Jugoslavien ekskl. Slovenien | 14.697  |
| Tyrkiet                            | 887     |
| Øvrig Europa inkl. Rusland         | 1.493   |
| Afrika                             | 722     |
| Nord-, mellem- og sydamerika       | 691     |
| Asien                              | 1.888   |
| Oceanien                           | 58      |
| Andet                              | 214     |
| I alt                              | 558.271 |

## Befolkning
Kärnten har oplevet et faldende antal fødsler siden 1960'erne. I 1961 var der 10.733 levendefødte i delstaten, mens tallet i 1991 var 6.600 og i 2009 4.561. I 2010 vendte tendensen imidlertid, da antallet af levendefødte steg svagt til 4.698. Antallet af døde var i 2010 5.570, og der var dermed et fødselsunderskud på 879 personer. Samtidig sker der en udvandring fra Kärnten, idet 5.663 personer udvandrede til andre delstater i Østrig og 3.039 udvandrede til udlandet i 2010. 4.167 indvandrede til Kärnten fra det øvrige Østrig og 4.308 indvandrede fra udlandet samme år. Således betød vandringerne i alt 227 færre borgere i 2010, hvilket sammenlagt med fødselsunderskuddet gav en befolkningsnedgang i 2010 på godt 1.100 personer. Befolkningsprognosen for Kärnten viser en befolkningstilbagegang på 2 % i 2050. Kärnten er den eneste delstat i Østrig, hvor der forventes negativ befolkningsvækst. For Østrig som helhed forventes en befolkningsvækst på knap 12 %.
Prognosen viser endvidere, at antallet af unge under 15 år samt befolkningen i den erhvervsaktive alder mellem 15 og 60 er faldende i hele perioden frem til 2050. Således vil der være 17 % færre børn og unge samt 21 % færre i den erhvervsaktive alder. Der bliver til gengæld flere ældre og antallet af indbyggere over 60 år forventes at være steget med 52 % fra 2010 til 2050. Antallet af ældre forventes at udgøre 39 % af befolkningen i 2050 mod 25 % 2010. Kärnten forventes sammen med Burgenland at have den højeste befolkningsandel af ældre og laveste befolkningsandel af børn og unge i 2050.
 Ifølge folketællingen fra 2001 er 77,2 % af Kärntens befolkning tilhængere af den romerskkatolske kirke, 10,3 % bekender sig til den protestantiske kirke, 2,0 % bekender sig til islamisme og 7,9 % bekender sig ikke til en trosretning.
I den sydøstlige del af Kärnten findes et slovensktalende mindretal, som ved den seneste folketælling i 2001 blev opgjort til knap 14.000. Det slovenske mindretal er gennem Østrigs forfatnings artikel 7 sikret samme fundamentale rettigheder som østrigere. Kärnten er officielt tosproget, hvilket betyder at slovenere har krav på, at kommunikation med myndigheder i områder med blandet befolkningsgruppe kan foregå på slovensk. Af forfatningen fremgår endvidere, at i områder med slovensk befolkning skal beskrivelse af topografi forfattes på både tysk og slovensk. Således er byskilte skrevet på både tysk og slovensk i visse områder af Kärnten.

## Historie
Kärnten er en fortyskning af Karantania, der igen stammer fra keltisk, enten carant (= ven, slægtning) eller karanto (= sten, klippe). Den første betydning kan stamme fra en illyrisk bronzealderstamme, som var bosat her. Den anden tolkning benytter roden kar-, som genfindes i navnene Karnburg og Karawanken. 
Kärntens befolkning fra Hallstattkulturen, som mest bestod af illyrere og til dels venetere blandede sig omkring 300 f.kr. med keltiske indvandrere, men religion, skikke og samfundsstruktur forblev forholdsvis upåvirket af dette. Forskellige keltiske/illyriske stammer forenedes i kongeriget Noricum omkring 200 f.kr., hvilket blev den første statsdannelse indenfor grænserne af det nuværende Kärnten. Fra år 15 f.kr. indgik Noricum under kejser Augustus i den romerske provins Regnum Noricum. Provinsens centre fandtes i Virunum på Magdalensberg og i Teurnia i Lurnfeld. Romerne var interesserede i det noriske jern, der blev udvundet på bl.a. Magdalensberg.
Slavere etablerede omkring 630 et hertugdømme under navnet Karantanien med Karnburg som hovedby. Bayerske og frankiske hertuger fik større og større indflydelse i Kärnten, idet slaverne bad om disses støtte i kampen mod avarerne. Fra 743 kom Kärnten under bayrisk overherredømme, og i 788 blev Kärnten sammen med de øvrige bayrisk territorier lagt sammen med Frankerriget. I 828 afsatte Karolingerne den slaviske fyrste, der indtil dette tidspunkt havde opretholdt en vis autonomi i Kärnten, og der kom nu et frankisk styre i Kärnten.
I 976 indførtes den såkaldte grevskabsforfatning, og provinsen blev delt i forskellige fyrstendømmer, blandt hvilke Kärnten blev dominerende. I tiden herefter skete der mange klostergrundlæggelser ligesom mange slotte og befæstningsanlæg blev bygget i perioden frem til 1335, da Ludwig af Bayern overdrog Kärnten til Habsburgerne.
Indlemmelsen af Kärnten i habsburgernes Østrig betød, at Kärnten i tiden frem til det 18. århundrede blev trukket med ind i tyrkerkrigene, bondeopstande og følgerne af reformationen og modreformationen.
Under Maria Theresia skete der i slutningen af det 18. århundrede reformer, som stækkede stændernes magt og sikrede bønderne deres ret til jorden. Imidlertid tabte Kärnten samtidig sin administrative selvstændighed.
Napoleonskrigene fra 1797 betød et tilbageslag i Kärntens udvikling, og i 1809 tilfaldt hele Oberkärnten Frankrig. Allerede 1813 blev landet befriet og blev underlagt det habsburgske kongerige Illyrien.
Efter revolutionen i 1848 fik Kärnten i 1849 sin selvstændighed tilbage og var fra 1867 til 1918 hertugdømme i den tyske del af Østrig-Ungarn. Efter at den provisoriske nationalforsamling for Tysk-Østrig forsamledes den 21. oktober 1918 ved sammenbruddet af det habsburgske rige efter 1. verdenskrig, besluttede den midlertidige delstatsforsamling i Kärnten den 11. november samme år, at Kärnten skulle indgå i Tysk-Østrig.
Som følge af Saint-Germain-traktaten måtte Kärnten afstå en række områder til hhv. Italien og Jugoslavien. Den i traktaten bestemte folkeafstemning om Sydkärntens tilhørsforhold afholdtes den 10. oktober 1920, og betød at området forblev end del af det østrigske Kärnten. Med de dermed fastlagte grænser har Kärnten siden 1920 været en del af republikken Østrig.

## Kultur

### Bildende kunst
I begyndelsen af det 20. århundrede var det særlig den såkaldte Nötscher Kreds med malerne Sebastian Isepp, Franz Wiegele, Anton Kolig og Antin Mahringer der var aktive i Kärnten. Kolig udsmykkede i 1926/28 det nyopførte festspilhus i Salzburg med gobeliner og en fresko i indgangshallen. I 1929 fik han opgaven med at udsmykke den lille landdagssal i landdagsbygningen i Klagenfurt med fresker. Tysknationale forlangte imidlertid freskerne fjernet, hvilket i 1931 i første omgang blev forhindret, men efter Anschluss i 1938 blev Koligs kunstværker både i Klagenfurt og i Salzburg tilintetgjort af nationalsocialister.
Efter 1945 er det primært malere som Maria Lassning, Hans Staudacher og Hans Bischoffshausen sin har formået at slå igennem.
De vigtigste kunstmuseer i Kärnten er Kärntner Kunstverein, Museum des Nötscher Kreis samt det i 2003 åbnede Museum Moderner Kunst Kärnten.

## Politik
Kärntens landdag består af 36 delegerede, der vælges for en 5-års periode. Delstatsregeringen består af 7 medlemmer og sammensættes efter proportionalitet, dvs. at regeringen sammensættes efter partiernes antal af mandater. Politisk har Kärnten siden 1999 været domineret af FPÖ og senere BZÖ under ledelse af den nu afdøde partiformand Jörg Haider. Ved delstatsvalget den 1. marts 2009 fordelte mandaterne sig i landdagen således:
- BZÖ (nu FPK), 17 mandater
- SPÖ, 11 mandater
- ÖVP, 6 mandater
- Die Grünen, 2 mandater

Gerhard Dörfler fra FPK er delstatsformand. Derudover består regeringen af 3 medlemmer fra FPK, 2 medlemmer fra SPÖ og 1 medlem fra ÖVP.

## Administrativ inddeling
Kärnten er inddelt i 8 distrikter og 2 statutarbyer. Udover de to statutarbyer Klagenfurt og Villach er der 130 kommuner i Kärnten.
De 8 distrikter er følgende (indbyggertal pr. 1. januar 2012):
- Feldkirchen, 30.340 indbyggere
- Hermagor, 18.766 indbyggere
- Klagenfurt (statutarby), 94.796 indbyggere
- Klagenfurt-Land, 56.681 indbyggere
- St. Veit an der Glan, 56.157 indbyggere
- Spittal an der Drau, 78.365 indbyggere
- Villach (statutarby), 59.585 indbyggere
- Villach-Land, 64.700 indbyggere
- Völkermarkt, 42.308 indbyggere
- Wolfsberg, 54.075 indbyggere

Klagenfurt er sæde for delstatsregeringen. De 10 største byer i Kärnten målt på indbyggertal er (indbyggertal pr. 1. januar 2012):
- Klagenfurt, 94.796 indbyggere
- Villach, 59.585 indbyggere
- Wolfsberg, 24.983 indbyggere
- Spittal an der Drau, 15.765 indbyggere
- Feldkirchen, 14.294 indbyggere
- Sankt Veit, 12.603 indbyggere
- Völkermarkt, 11.109 indbyggere
- Sankt Andrä, 10.250 indbyggere
- Velden, 8.846 indbyggere
- Finkenstein, 8.581 indbyggere